# Hayastani Ankaxowt'yan Gavat' 2021-2022
La Hayastani Ankaxowt'yan Gavat' 2021-2022 (in italiano Coppa dell'Indipendenza) è stata la 31ª edizione della coppa nazionale armena, iniziata il 15 settembre 2021 e terminata l'8 maggio 2022.
Il torneo si è disputato con la formula a eliminazione diretta. Hanno partecipato alla competizione le dieci squadre della Bardsragujn chumb 2021-2022 più due squadre dell'Araǰin Xowmb 2021-2022 (Lernayin Artsakh e Širak). Il Noravank ha coqnuistato il trofeo per la prima volta nella sua storia.

## Primo turno
Il sorteggio del primo turno si è tenuto il 27 agosto 2021.
| Squadra 1         | Risultato       | Squadra 2      |
| ----------------- | --------------- | -------------- |
| 15 settembre 2021 |                 |                |
| Širak             | 0 – 1           | Noravank       |
| 16 settembre 2021 |                 |                |
| Lernayin Artsakh  | 1 – 2           | Ararat-Armenia |
| 17 settembre 2021 |                 |                |
| Van Charentsavan  | 2 – 2 (3-1 dtr) | Sevan          |
| BKMA Erevan       | 1 – 2           | P'yownik       |

## Quarti di finale
Il sorteggio si è tenuto il 20 ottobre 2021.
| Squadra 1        | Risultato       | Squadra 2        |
| ---------------- | --------------- | ---------------- |
| 21 novembre 2021 |                 |                  |
| Urartu           | 2 – 0           | Alaškert         |
| 23 novembre 2021 |                 |                  |
| P'yownik         | 1 – 1 (1-3 dtr) | Van Charentsavan |
| 24 novembre 2021 |                 |                  |
| Noravank         | 2 – 1           | Ararat-Armenia   |
| 25 novembre 2021 |                 |                  |
| Ararat           | 1 – 0           | Noah             |

## Semifinali
Il sorteggio si è tenuto il 15 dicembre 2021.
| Squadra 1     | Risultato | Squadra 2        |
| ------------- | --------- | ---------------- |
| 2 aprile 2022 |           |                  |
| Ararat        | 1 – 2     | Noravank         |
| 3 aprile 2022 |           |                  |
| Urartu        | 3 – 0     | Van Charentsavan |

## Finale
| Arbitro: | Hovhannisyan (Erevan) |

|                        |           |  |
| Mustafin 28’ Yenne 77’ | Marcatori |  |